# Инаугурация Аскара Акаева (2000)
Третья инаугурация Аскара Акаевича Акаева в качестве первого Президента Киргизской Республики состоялась 9 декабря 2000 года, которая ознаменовала начало третьего срока Аскара Акаева на посту президента Киргизии. Прошла в Белом доме.
Аскар Акаев был переизбран президентом страны на президентских выборах, состоявшихся 29 октября 2000 года, с результатом 74,47 % голосов избирателей.

## Церемония
Церемония состоялась в начале декабря 2000 года.
После победы Аскара Акаева на президентских выборах 2000 года дата открытия третий раз подряд пришлась на декабрь, однако для её проведения было выбрано другое место — Киргизская национальная филармония имени Токтогула Сатылганова.
На церемонию пришли различные дипломаты, политики и чиновники из зарубежных стран, а также лётчик-космонавт Салижан Шарипов, модельер Валентин Юдашкин и профессор Университета ИТМО Геннадий Дульнев (был научным руководителем Акаева).
Супруга Юдашкина прибыла на инаугурацию, чтобы «сделать неотразимой первую леди». По словам журналистов, чёрный костюм с розовым блузоном, в котором была на инаугурации первая леди Кыргызстана Майрам Акаева, создал сам В. Юдашкин.
В церемонии участвовали подразделения Национальной гвардии Киргизии. Считается, что это решение касаемо их участия было принято в дань уважения Вооружённым силам, которые показали себя в баткенских событиях 1999—2000 годов. Гвардейцы приветствовали президента торжественным маршем у памятника Манасу Великодушному.
Народный писатель Чингиз Айтматов подарил Аскару Акаеву новое издание эпоса «Манас» и произнёс напутственную речь на киргизском и русском языках.
По некоторым данным, чрезвычайный и полномочный посол Венгрии в Киргизии Шандор Шимич вручил президенту венгерский фарфор.